# Tom Quaas
Tom Quaas (* 5. Juli 1965 in Dresden, DDR) ist ein deutscher Schauspieler und Regisseur.

## Leben
Tom Quaas studierte an der Hochschule für Musik und Theater in Rostock. Von 1994 bis 1999 und seit 2001 ist Quaas am Staatsschauspiel Dresden engagiert. Von 1999 bis 2001 war er am Deutschen Theater Berlin, von 2004 bis 2006 am Maxim-Gorki-Theater in Berlin. Er ist auch in Stücken auf dem Theaterkahn und im Societaetstheater in Dresden zu sehen. Mehrfach führte er dabei Regie, unter anderem 2009 in der Pantomime Faust ohne Worte sowie Beethoven ohne Musik.
2006/07 absolvierte Quaas ein Studium am Centre National des Arts du Cirque, der einzigen öffentlichen Zirkus-Hochschule Europas. Zurück in seiner Heimat gründete er den Theaterzirkus Dresden, dem er als Theaterdirektor vorsteht.
Am 4. April 2015 feiert seine Neuinszenierung Beethoven ohne Musik in Dresden Premiere.
Quaas lebt auf Schloss Batzdorf bei Meißen, wo er die alljährlichen Batzdorfer Pfingstfestspiele leitet.

## Bühnenstücke
- Peer Gynt
- Die Dreigroschenoper
- Die Räuber
- Richard III.
- Clavigo
- Doktor Faustus
- Pontius Pilatus
- Des Teufels General
- Das Vermögen des Herrn Süß – Nibelungenfestspiele Worms 2012
- Der Totmacher (Societaetstheater Dresden) 2013
- Unter dem Milchwald
- Die Irrfahrten des Odysseus (Deutsche Oper Berlin) 2015
- Das Bildnis des Dorian Gray (Societaetstheater Dresden) 2015
- Die vierzig Tage des Musa Dagh „Schülerprojekt … unter der Leitung des Regisseurs und Schauspielers Tom Quaas“[2]
- Faust ohne Worte
- Reineke Fuchs

## Filmografie
- 2001: Tatort – Verhängnisvolle Begierde
- 2004: Heimat 3 – Chronik einer Zeitenwende
- 2006–2007: In aller Freundschaft (als Dr. Jürgen Leipold, Gynäkologe – 2 Folgen)
- 2007: Die Frau vom Checkpoint Charlie
- 2008: Die Rosenheim-Cops – Löscheinsatz für eine Leiche
- 2008: Tatort – Todesstrafe
- 2012: Heiratsschwindler küsst man nicht
- 2015: Zorn – Vom Lieben und Sterben
- 2019: Tierärztin Dr. Mertens – Ein unwiderstehliches Angebot
- 2021: Stubbe – Tödliche Hilfe
- 2023: WaPo Elbe – Von Lachsen und Leichen
- 2025: SOKO Leipzig – Italien kann sehr kalt sein
- 2025: Einspruch, Schatz! – Schwesterherz

## Hörspiele (Auswahl)
- 2004: Gabriele Herzog: Hundediebe – Regie: Klaus-Michael Klingsporn (Kinderhörspiel – DLR Berlin)
- 2008: John von Düffel: Schrei der Gänse Regie: Christiane Ohaus, (Radio-Tatort – RB)
- 2009: Wolfgang Zander: Das schwarze Haus – Regie: Beatrix Ackers (Kinderhörspiel – DKultur)